# Markthalle (Condé-en-Brie)

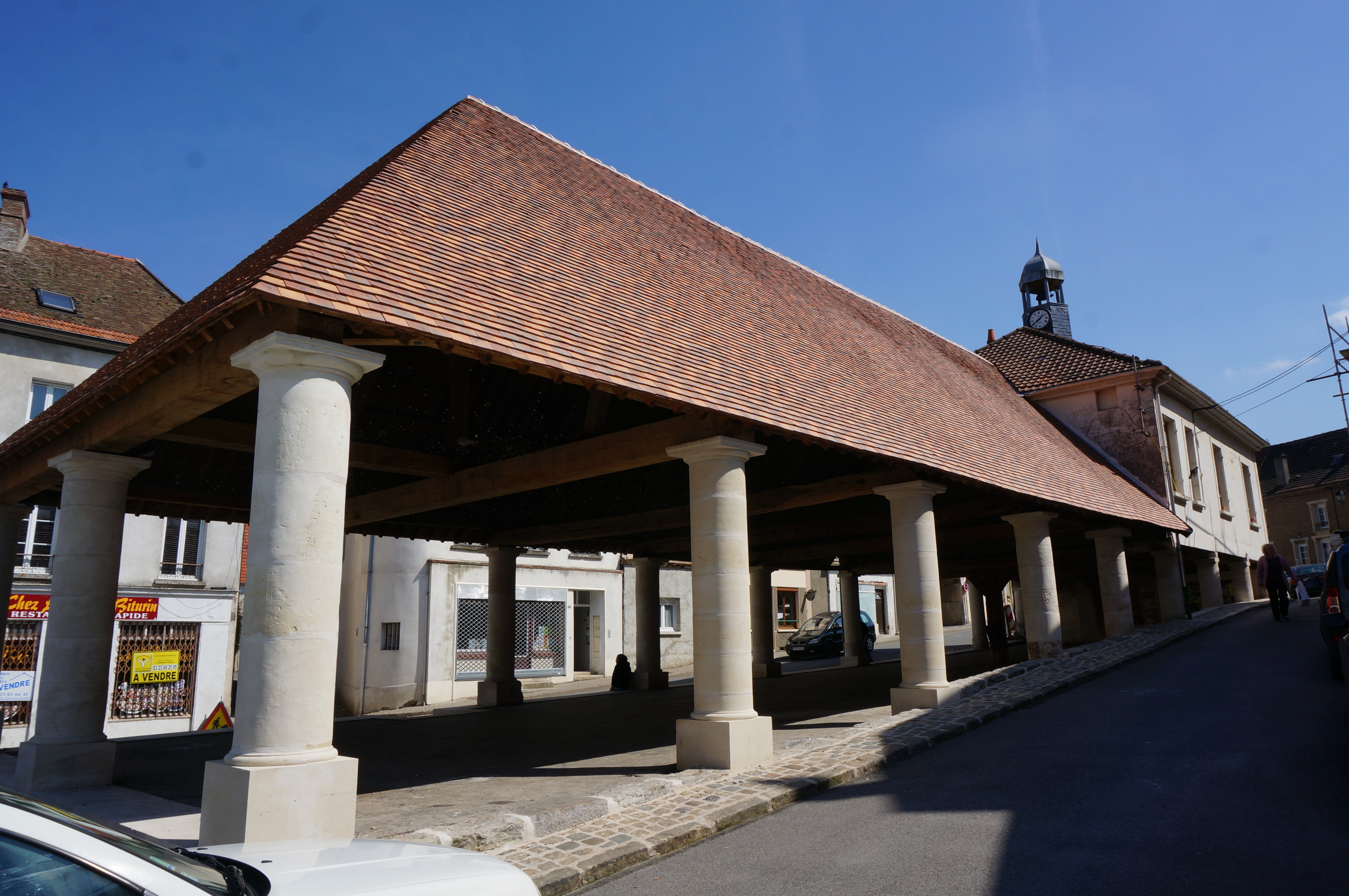
Markthalle in Condé-en-Brie

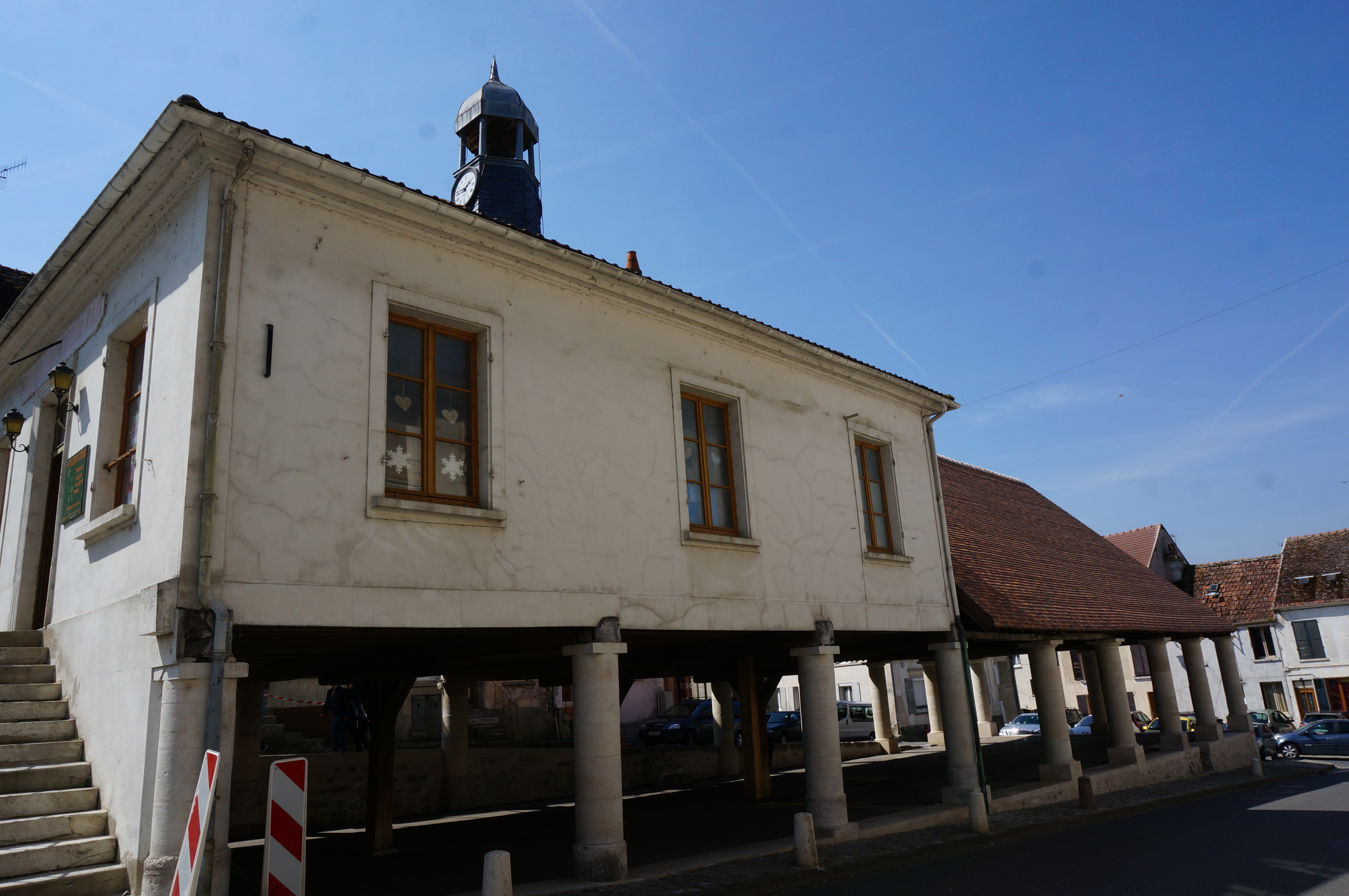
Maison commune

Die Markthalle in Condé-en-Brie, einer französischen Gemeinde im Département Aisne in der Region Hauts-de-France, wurde ursprünglich im 15./16. Jahrhundert errichtet und 1837 umgebaut. Die Markthalle an der Place des Halles steht seit 1979 als Monument historique auf der Liste der Baudenkmäler in Frankreich.
Die Dachkonstruktion wird von mächtigen Säulen getragen. Im Maison commune an der Schmalseite wurde bis in die 1940er Jahre vom Friedensrichter bei kleineren Rechtsstreitigkeiten Recht gesprochen. Auf dem Gebäude sitzt ein Dachreiter mit einer Uhr.